# Банс, Максин
Макси́н Ли Банс (англ. Maxine Lee Bahns; 28 февраля 1971, Стоу, Вермонт, США) — американская актриса.

## Биография
Максин Ли Банс родилась 28 февраля 1971 года в Стоу (штат Вермонт, США) в семье американского, немецкого, бразильского и китайского происхождения. У Максин есть сестра — Брэнди де Сент-Фэлле.

## Карьера
Максин дебютировала в кино в 1995 году, сыграв роль Одри в фильме «Братья Макмаллен». Всего Банс сыграла в 26-ти фильмах и телесериалах, в частности, в фильме «Обезображенная». Также некоторое время работала моделью.

## Личная жизнь
В 2003—2006 года Максин была замужем за актёром Питером Кроуном.
С 13 октября 2007 года Максин замужем во второй раз за атлетом Патриком Уотсоном. У супругов есть две дочери — Мэдисон Роуз Уотсон (род.08.03.2009) и Харпер Ли Уотсон (род.06.10.2012).